# 大館カントリークラブ
大館カントリークラブ（おおだてカントリークラブ）は、 秋田県大館市にあるゴルフ場である。

## 概要
1955年（昭和30年）代、秋田県の大館地方は黒鉱ブームにより、日本鉱業株式会社、同和鉱業株式会社、三菱金属鉱業株式会社などの企業が進出し経済は活発だった。それら企業の幹部が東京から来るたびに「ゴルフ場はないのか」「大館にもゴルフ場を」という声が高まっていった。
1961年（昭和36年）9月、「秋田カントリー倶楽部」（設計・特別委員会）が9ホールのゴルフ場を開場させた。その頃、大館では日本鉱業釈迦内鉱山の敷地内に、1ホールの両端を2グリーンにしたゴルフコースを造りプレーしていた者がいた、所長の坂崎英生（後・初代キャプテン）である。
1962年（昭和37年）、大館に初めてのゴルフショップ・山城運動具店を山城雄作（後・初代専務取締役）が開店し、プライベートコンペ・山城杯が発足された。そのリーダーだったのが緑川大二郎（後・初代理事長）と山城雄作である。ゴルフ場の建設用地を選んだのは緑川で、大館市比内町扇田字横沢に決定した。比内地域は、戦時中は満蒙開拓青少年義勇軍のグライダー訓練場で、日輪兵舎、横沢滑走道場などがあった。建設候補地はその他、岩手県に近い大湯の黒森山山麓も上がっていた。
1967年（昭和42年）12月、新たなゴルフ場の建設に向けて経営母体「大館観光開発株式会社」を設立した。1968年（昭和43年）10月1日、コース設計を木村尚文と高橋明の二人に依頼し、造成工事が着工され、インコース9ホールが完成し、開場された。
1968年（昭和43年）5月、ゴルフ場に来訪した陳清波プロから「100ヤード前後のパー3は避けるべき」との助言を受けた。その後、1975年（昭和50年）9月1日、コース設計を丸毛信勝に依頼し、増設のアウトコース9ホールが完成し、18ホール、6,686ヤード、パー72規模のゴルフ場が完成された。

## 所在地
〒018-5701 秋田県大館市比内町扇田字横沢128-1

## コース情報
- 開場日 - 1968年10月1日
- 設計者 - 丸毛 信勝
- 面積 - 700,000m2（約21.1万坪）
- コースタイプ - 丘陵コース
- コース - 18ホールズ、パー72、6,686ヤード、コースレート71.8
- フェアウェー - コウライ
- ラフ - ノシバ
- グリーン - 1グリーン、ベント
- ハザード - バンカー60、池が絡むホール6
- ラウンドスタイル - キャディ・セルフ選択可、全組乗用カート使用、1組4人原則だが状況によりツーサム可
- 練習場 - 12打席230ヤード
- 休場日 - 冬季クローズ12月上旬〜3月中旬まで[2][3]

## クラブ情報
- ハウス面積 - 1,379m2（417.1坪）
- ハウス設計 - レイモンド建築設計事務所（現・株式会社 レーモンド設計事務所）
- ハウス施工 - 伊藤組土建株式会社・株式会社大成工務店[2][3]

## ギャラリー
- コース - 「大館カントリークラブ」、コース紹介、2021年5月21日閲覧
- ハウス - 「大館カントリークラブ」、施設案内、2021年5月21日閲覧

## 交通アクセス
- 鉄道（JR東日本） - 花輪線 - 大館駅より タクシー利用約20分[4]
- 道路 - 東北自動車道 - 十和田ICより 19Km[4]

## 関連文献
- 『ゴルフ場ガイド 東版』、2006-2007、「大館カントリークラブ」、東京 ゴルフダイジェスト社、2006年5月、2021年5月21日閲覧
- 『美しい日本のゴルフコース BEAUTIFUL GOLF CULTURE IN JAPAN 日本のゴルフ110年記念 ゴルフは日本の新しい伝統文化である』、ゴルフダイジェスト社「美しい日本のゴルフコース」編纂委員会編、「秋田県4番目のコースは鉄鉱に沸いた大館のグライダー訓練場跡に誕生」、東京 ゴルフダイジェスト社、2013年12月、2021年5月21日閲覧